# ブラノン・ブラーガ
ブラノン・ブラーガ（Brannon Braga, 1965年8月14日 - ）は、アメリカ合衆国のテレビプロデューサー、脚本家である。『スタートレック・シリーズ』、『24 -TWENTY FOUR-』、『Terra Nova 〜未来創世記』、『宇宙探査艦オーヴィル』などに参加している。

## 生い立ち
モンタナ州ボーズマンで生まれ、カリフォルニア州ヴェニスで育った。

## キャリア
1990年にテレビシリーズ『新スタートレック』のインターンでキャリアが始まる。同番組によりエミー賞にノミネートされた。その後も『スタートレック:ヴォイジャー』、『スタートレック:エンタープライズ』に参加し、脚本、プロデュースを務める。さらに映画『スタートレック ジェネレーションズ』と『スタートレック ファーストコンタクト』でも脚本を務めた。
2000年の映画『ミッション:インポッシブル2』では原案を務めた。
2009年から2010年にかけては『24 -TWENTY FOUR-』の第7シーズンと第8シーズンに参加した。この他、『スレッシュホールド 〜The Last Plan〜』（2005年 - 2006年）、『フラッシュフォワード』（2009年 - 2010年）、『Terra Nova 〜未来創世記』（2011年）をプロデュースした。
2017年からは、スタートレック・シリーズに着想を得たコメディ番組『宇宙探査艦オーヴィル』の製作総指揮、数話の脚本や監督を務める。